# Ахтынский сельсовет
Ахтынский сельсовет  — административно-территориальная единица и муниципальное образование со статусом сельского поселения в Ахтынском районе Дагестана Российской Федерации.
Административный центр — село Ахты.

## География
Ахтынский сельсовет располагается в долине реки Самур (сёла Ахты, Хкем), в низовьях Ущелья Ахтычай (сёла Ахты, Курукал), и на северном склоне Гельмец-Ахтынского хребта (сёла Ахты, Гдынк). Через территорию муниципального образования проходит республиканская трасса Магарамкент-Ахты-Рутул. Протекают реки Самур, Ахтычай, Муглахчай. Расположены участки хребтов Самурского, Шалбуздагского, Гельмец-Ахтынского.

## История
5 июня 2016 года был проведён референдум жителей сельского поселения сельсовет «Ахтынский» о выведении села Курукал из его состава для объединения его с сельским поселением «село Ухул» и образованием сельского поселения «сельсовет Ухульский», с административным центром в селе Курукал. За проголосовало 93,84 % участников референдума.

## Население
| 2002    | 2010    | 2012    | 2013    | 2014    | 2015    | 2016    |
| ------- | ------- | ------- | ------- | ------- | ------- | ------- |
| 14 807  | ↗15 089 | ↗15 203 | ↗15 233 | ↘15 232 | ↗15 304 | ↘15 270 |
| 2017    | 2018    | 2019    | 2020    | 2021    | 2023    | 2024    |
| ↘15 209 | ↘15 125 | ↘15 056 | ↗15 059 | ↗16 389 | ↗16 402 | ↗16 428 |
| 2025    |         |         |         |         |         |         |
| ↘16 406 |         |         |         |         |         |         |

## Населённые пункты
В состав сельсовета входят сёла: Ахты, Гдынк, Курукал, Хкем.

## Экономика
Основным видом экономики является сельское хозяйство. Имеются также бальнеологические курорты, производство лечебно-столовой воды, гостиница.